# Dodonaea

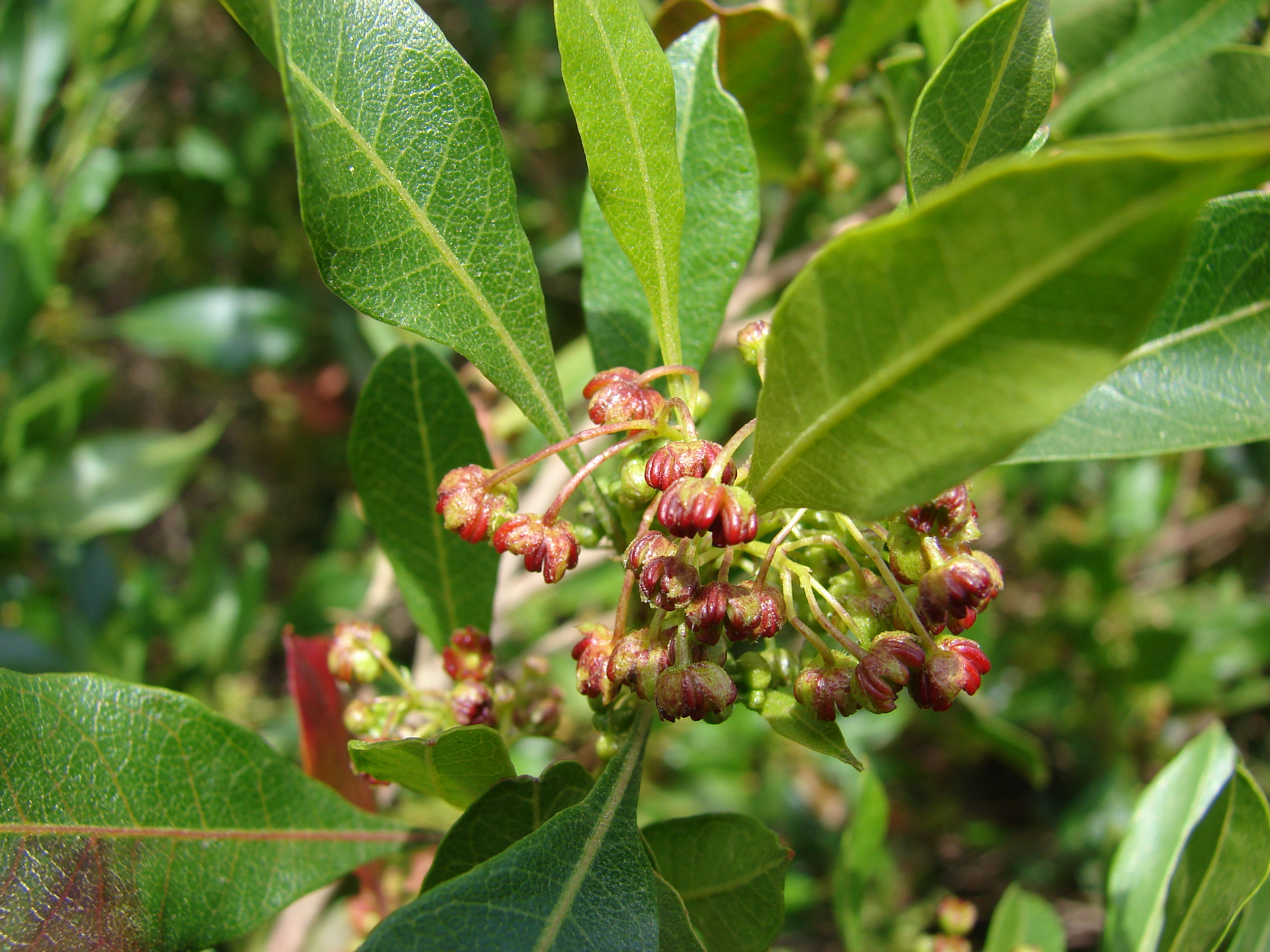
Kwiaty Dodonaea viscosa

Dodonaea – rodzaj roślin z rodziny mydleńcowatych. Obejmuje 72 gatunki. Zasięg rodzaju obejmuje wszystkie kontynenty w strefie międzyzwrotnikowej, ale ogromna większość jego przedstawicieli (65 gatunków) jest endemitami Australii. Te zwykle gruczołowato lepkie drzewa i krzewy zasiedlają w większości siedliska suche i piaszczyste, zwykle jednak rosnąc w ich obrębie w pobliżu strumieni i wzdłuż wybrzeży. Do rodzaju należą rośliny wiatropylne, co jest wyjątkowe wśród generalnie owadopylnych mydleńcowatych.
Niektóre gatunki uprawiane są jako ozdobne, wykorzystywane jako lecznicze i paszowe. Szeroko rozprzestrzeniony gatunek D. viscosa jest źródłem dobrego drewna opałowego i wykorzystywanego do wyrobu narzędzi, uchwytów itp. Sadzony jest także jako ozdobny (jego owoce wykorzystywane są w hawajskich girlandach lei), tam też służą do wyrobu czerwonego barwnika.
Nazwa rodzaju upamiętnia Remberta Dodoensa (1517–1585) – botanika flamandzkiego.

## Morfologia

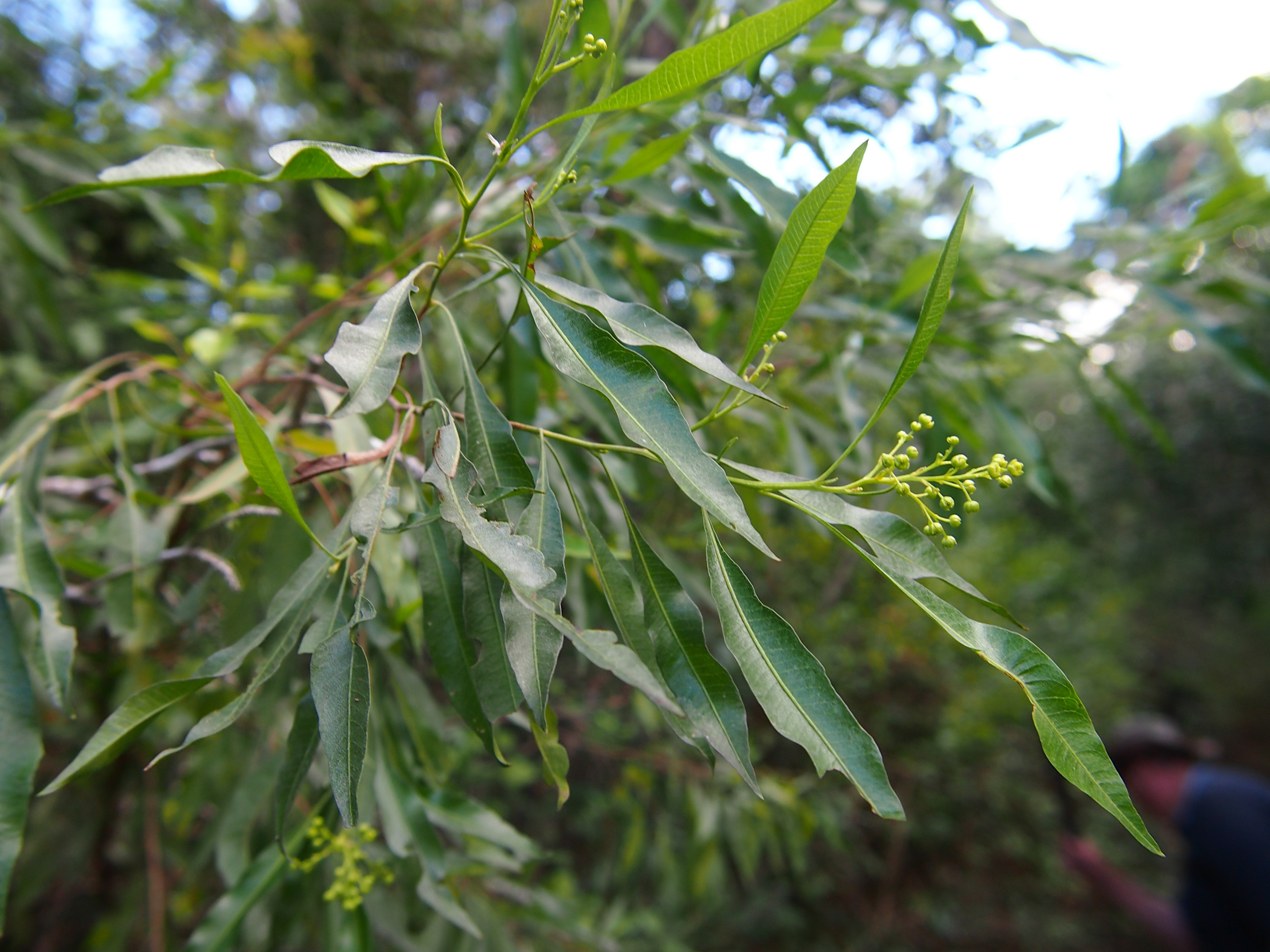
Dodonaea triquetra

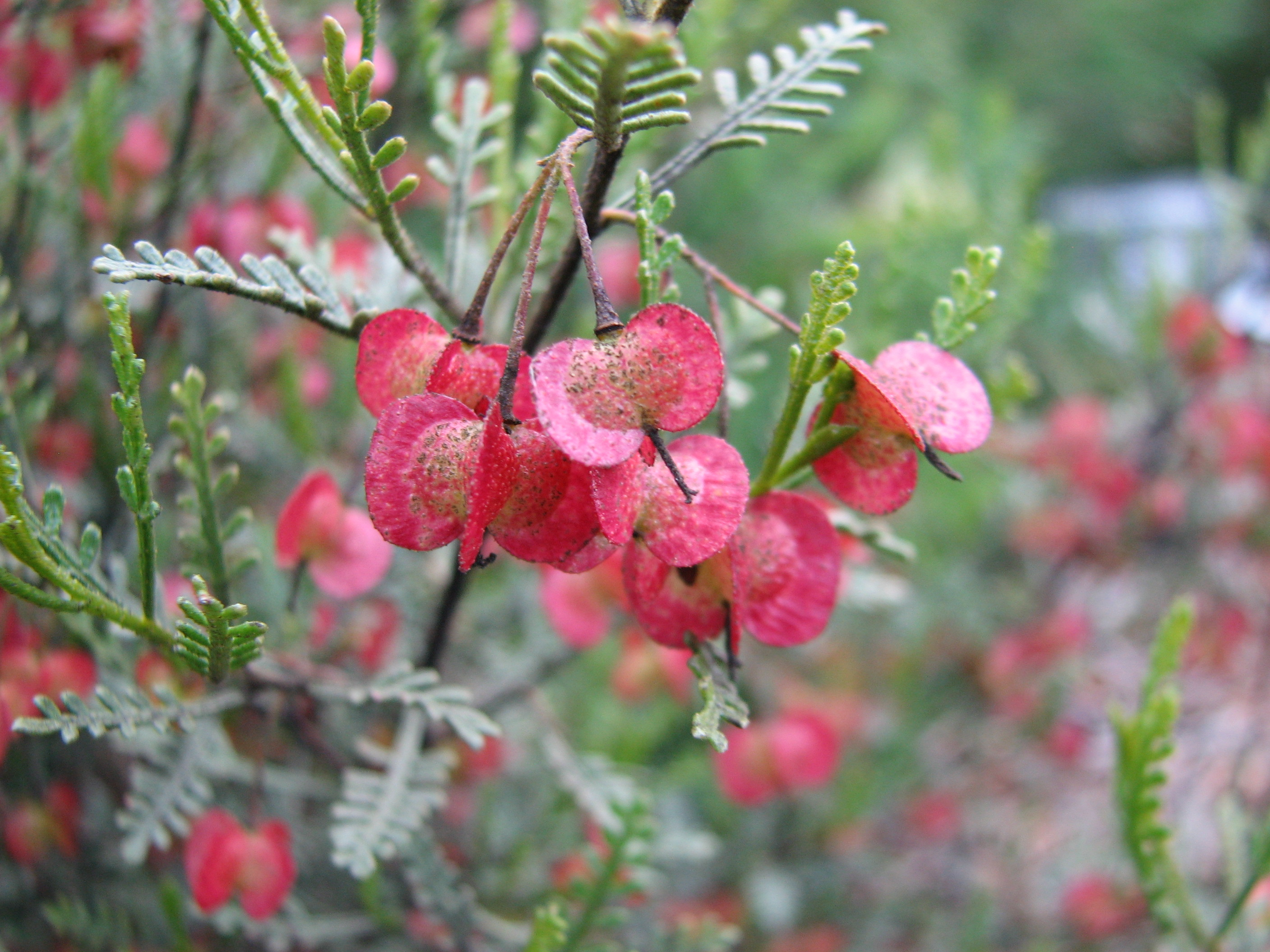
Dodonaea microzyga

PokrójKrzewy i niskie drzewa osiągające do 6 m wysokości, często lepko ogruczolone.
LiścieZimozielone, skrętoległe, rzadko naprzeciwległe, bez przylistków, często ogruczolone, lepkie i aromatyczne. Blaszka pojedyncza i wówczas zwykle piłkowana, albo pierzasta z listkami czasem równowąskimi, listek szczytowy bywa normalnie wykształcony lub jest silnie zredukowany.
KwiatyObupłciowe i jednopłciowe (rośliny są wówczas dwupienne). Wyrastają pojedynczo w kątach liści bądź zebrane w grona i wiechy w kątach liści i na szczytach pędów. Kwiaty są promieniste. Działki kielicha opadają po dojrzeniu, występują w liczbie pięciu, rzadziej trzech do siedmiu. Płatków korony brak. Dysku miodnikowego brak lub jest szczątkowy. Pręciki występują w liczbie od 5 do 15. Nitki pręcików są krótkie, pylniki elipsoidalne. Górna zalążnia jest elipsoidalna, tworzona zwykle przez trzy lub pięć, rzadziej dwa lub sześć owocolistków i zawiera tyle samo komór. W każdej z komór znajdują się dwa zalążki. Szyjka słupka jest dłuższa od zalążni, często skręcona i zwieńczona jest znamieniem o liczbie łatek odpowiadającej liczbie owocolistków.
OwoceTorebki dwu- do sześciokomorowe, z komorami na ścianach odosiowych oskrzydlonymi, zwykle dodatkowo dętymi. W każdej z komór dojrzewają zwykle dwa nasiona kulistawe, jajowate lub soczewkowate.

## Systematyka
Rodzaj z plemienia Dodonaeaeae, podrodziny Dodonaeoideae z rodziny mydleńcowatych Sapindaceae.
Wykaz gatunków
- Dodonaea adenophora Miq.
- Dodonaea amblyophylla Diels
- Dodonaea amplisemina K.A.Sheph. & Rye
- Dodonaea aptera Miq.
- Dodonaea arnhemica (S.T.Reynolds) M.G.Harr.
- Dodonaea barklyana (S.T.Reynolds) M.G.Harr.
- Dodonaea baueri Endl.
- Dodonaea biloba J.G.West
- Dodonaea boroniifolia G.Don
- Dodonaea bursariifolia F.Muell.
- Dodonaea caespitosa Diels
- Dodonaea camfieldii Maiden & Betche
- Dodonaea ceratocarpa Endl.
- Dodonaea concinna Benth.
- Dodonaea coriacea (Ewart & O.B.Davies) McGill.
- Dodonaea divaricata Benth.
- Dodonaea dodecandra (Domin) M.G.Harr.
- Dodonaea ericoides Miq.
- Dodonaea falcata J.G.West
- Dodonaea filamentosa (S.Moore) M.G.Harr.
- Dodonaea filifolia Hook.
- Dodonaea filiformis Link
- Dodonaea glandulosa J.G.West
- Dodonaea hackettiana W.Fitzg.
- Dodonaea heteromorpha J.G.West
- Dodonaea hexandra F.Muell.
- Dodonaea hirsuta (Maiden & Betche) Maiden & Betche
- Dodonaea hispidula Endl.
- Dodonaea humifusa Miq.
- Dodonaea humilis Endl.
- Dodonaea inaequifolia Turcz.
- Dodonaea intricata J.G.West
- Dodonaea lagunensis M.E.Jones
- Dodonaea lanceolata F.Muell.
- Dodonaea larraeoides Turcz.
- Dodonaea lobulata F.Muell.
- Dodonaea macrossanii F.Muell. & Scort.
- Dodonaea madagascariensis Radlk.
- Dodonaea malvacea (Domin) M.G.Harr.
- Dodonaea megazyga (F.Muell.) F.Muell. ex Benth.
- Dodonaea microzyga F.Muell.
- Dodonaea multijuga G.Don
- Dodonaea oxyptera F.Muell.
- Dodonaea pachyneura F.Muell.
- Dodonaea peduncularis Lindl.
- Dodonaea petiolaris F.Muell.
- Dodonaea physocarpa F.Muell.
- Dodonaea pinifolia Miq.
- Dodonaea pinnata Sm.
- Dodonaea platyptera F.Muell.
- Dodonaea polyandra Merr. & L.M.Perry
- Dodonaea polyzyga F.Muell.
- Dodonaea procumbens F.Muell.
- Dodonaea ptarmicifolia Turcz.
- Dodonaea rhombifolia N.A.Wakef.
- Dodonaea rigida J.G.West
- Dodonaea rupicola C.T.White
- Dodonaea scurra K.A.Sheph. & R.A.Meissn.
- Dodonaea serratifolia McGill.
- Dodonaea sinuolata J.G.West
- Dodonaea stenophylla F.Muell.
- Dodonaea stenozyga F.Muell.
- Dodonaea subglandulifera J.G.West
- Dodonaea tenuifolia Lindl.
- Dodonaea tepperi F.Muell. ex Tepper
- Dodonaea triangularis Lindl.
- Dodonaea trifida F.Muell.
- Dodonaea triquetra J.C.Wendl.
- Dodonaea truncatiales F.Muell.
- Dodonaea uncinata J.G.West
- Dodonaea vestita Hook.
- Dodonaea viscosa Jacq.